# Vincenzo Masi
Vincenzo Masi foi um 
professor de contabilidade nascido em Rimini, Itália, em 6 de fevereiro de 1893. Foi aluno de Fabio Besta. É o principal nome da escola patrimonialista da contabilidade, que defende que o objeto de estudo da contabilidade é o patrimônio. Lecionou na Faculdade de Economia e Comércio da Universidade de Bolonha e no Instituto Técnico Comercial Pier Crescenzi de Bolonha. Suas principais obras são La Ragioneria come scienza del patrimonio, Statica Patrimoniale e Dinamica Patrimoniale. Morreu no dia 19 de dezembro de 1977 .